# ZX80
Sinclair ZX80 — домашній комп'ютер, випущений на ринок у 1980 році компанією Sinclair Research (Кембридж, Англія). Це був перший комп'ютер, доступний у Великій Британії за ціною нижче 100 фунтів (точніше, була встановлена ціна 99,95 фунтів). Модель була доступна як у вигляді набору для складання, покупець якого повинен був сам зібрати і спаяти компоненти, так і у вигляді готового комп'ютера, за дещо більшою ціною, для тих хто не володів необхідними навичками або не хотів складати модель сам. ZX80 швидко став дуже популярним, в перший час після початку продажів охочим купити комп'ютер доводилося записуватися в чергу і чекати кілька місяців.
Продажі ZX80 досягли 50 000 примірників — значне число для того часу.

## Опис
Комп'ютер був спроектований Джимом Вествудом (Jim Westwood) на базі процесора Z80, що працює на частоті 3,25 МГц, і оснащений 1 КБ статичної оперативної пам'яті (SRAM) і 4 КБ постійної пам'яті (ROM). Комп'ютер не підтримував виведення звуку. У схемі використовувалися масово доступні ТТЛ мікросхеми. Наступна модель, ZX81 дозволила скоротити число мікросхем з 21 до 4 за рахунок використання замовної мікросхеми БМК. У ПЗП був зашитий інтерпретатор мови програмування Sinclair BASIC, редактор для нього і операційна система. Бейсік-команди не вводилися посимвольно, замість цього команди вибиралися натисканням однієї клавіші, як на інженерному калькуляторі; кожній клавіші був зіставлений набір значень, які вибиралися в залежності від декількох клавіш-регістрів.
Як дисплей використовувався побутовий телевізор, комп'ютер підключався до нього через антенне гніздо; постійною пам'яттю слугував побутовий касетний магнітофон. Схема для генерування відеосигналу була дуже спрощена за рахунок нестандартного використання процесора. Внаслідок цього, ZX80 міг показувати картинку тільки коли був зайнятий виконанням програми користувача, тобто тоді коли чекав натискання клавіші. При запуску Бейсік-програми або навіть при натисканні клавіші дисплей моментально гас до тих пір поки процесор знову не вивільниться. Це дуже ускладнювало роботу з графікою, оскільки програма повинна була передбачати паузи з очікуванням уведення просто для того щоб показати черговий екран. Пізніше в ZX81 цю проблему було частково вирішено можливістю роботи в «повільному» режимі, коли відеосигнал генерується, і в «швидкому» режимі коли відеосигнал не видається (зазвичай під час тривалих обчислень). Інша проблема полягала в тому, що основна пам'ять і пам'ять екрану були поєднані, і що більше місця займала програма, то менше пам'яті залишалося для виведення тексту (і навпаки). За наявності 1 КБ ОЗП запуск програми довжиною 990 байт дозволяв відображати тільки один рядок символів на екрані. При використанні всього екрану (32 × 24 символів) для програми залишалося всього 384 байти.
Комп'ютер підтримував тільки виведення чорно-білого тексту. Однак набір символів містив псевдографічні символи, які дозволяли показувати примітивну графіком.
З появою ZX81 для ZX80 стало доступним оновлення, що включало чіп 8 КБ ПЗП від ZX81, плівку для клавіатури з новими позначеннями та інструкцію для ZX81; оновлення коштувало близько 20 % від вартості повноцінного ZX81. Досить було зняти кришку ZX80, дістати стару мікросхему ROM з роз'єму, вставити замість неї нову і накрити клавіатуру новою плівкою, після чого ZX80 ставав за функціональністю майже таким самим, як ZX81, за винятком «повільного» режиму, який не можна було додати без апаратних переробок. Процес оновлення можна було провести і в зворотний бік, повернувши початкову функціональність ZX80.
ZX80 був заснований на мікросхемах ТТЛ, новий же ZX81 був побудований на замовній мікросхемі (ULA), але ця різниця стосувалася лише способу реалізації схеми — схемотехніка і системні програми (крім відмінностей у версіях Sinclair BASIC) були дуже схожі, з єдиною суттєвою відмінністю в генераторі немаскованих переривань, який використовувався для «повільного» режиму в ZX81.
Sinclair також виробляв блоки розширення пам'яті ZX80; спочатку ZX80 RAM Pack містив 1, 2 або 3 КБ на основі статичної пам'яті, остання модель містила 16 КБ динамічного ОЗП (DRAM).
Машина була вміщена в тонкий пластиковий корпус з цільною мембранною клавіатурою в передній частині; свої відмінні риси він отримав від промислового дизайнера Ріка Дікінсона (Rick Dickinson). Були деякі проблеми з довговічністю, надійністю і перегрівом. Хоча, можливо, модель і була в чомусь «грубою», але вона була дійсно інноваційною і стала початком епохи домашніх комп'ютерів 1980-х у Великій Британії і Новій Зеландії. Послідовниками цієї моделі стала низка інших машин Sinclair, включно зі Sinclair ZX81 і вельми успішним ZX Spectrum .